# Nesticella lisu
Espèce
Nesticella lisu est une espèce d'araignées aranéomorphes de la famille des Nesticidae.

## Distribution
Cette espèce est endémique du Yunnan en Chine,. Elle se rencontre dans le xian de Yongde dans la grotte Qingquan.

## Description
Le mâle holotype mesure 2,14 mm et la femelle paratype 3,03 mm.

## Étymologie
Son nom d'espèce lui a été donné en référence aux Lisu.

## Publication originale
- Lin, Ballarin & Li, 2016 : A survey of the spider family Nesticidae (Arachnida, Araneae) in Asia and Madagascar, with the description of forty-three new species. ZooKeys, no 627, p. 1-168.